# Thuidiaceae
Thuidiaceae là một họ rêu trong bộ Hypnales.